# Parme Volley Girls
Maillots
Le Parme Volley Girls est un ancien club italien de volley-ball féminin basé à Parme et qui a fonctionné de 2002 à 2012.

## Historique
- 2002-03 : Serie C.
- 2003-04 : 1re place en Serie C. Promotion en Serie B2
- 2004-05 : 1re place en Serie B2. Promotion en Serie B1
- 2005-06 : 2e place en Serie B1.
- 2006-07 : 1re place en Serie B1. Promotion en Serie A2
- 2007-08 : 13e place en Serie A2.
- 2008-09 : 4e place en Serie A2. Vainqueur de la Coupe d'Italie de serie A2
- 2009-10 : 2e place en Serie A2. Finaliste des play-offs promotion.
- 2010-11 : 1re place en Serie A2. Promotion en Serie A1
- 2011-12 : 9e place en Serie A1. Arrêt du professionnalisme et vente des droits à l'Imoco Volley Conegliano

## Palmarès
- Coupe d'Italie A2
  - Vainqueur : 2009.

## Effectifs

### Saison 2011-2012
Entraîneur : Donato Radogna  Italie
| No  | Nom                   | Date de Naissance | Taille | Poids | Nationalité | Poste                     |
| --- | --------------------- | ----------------- | ------ | ----- | ----------- | ------------------------- |
| 1.  | Lucia Bacchi          | 4 janvier 1981    | 181    | 69    | Italie      | Réceptionneuse-attaquante |
| 2.  | Kseniya Kovalenko     | 21 novembre 1986  | 190    | 78    | Azerbaïdjan | Centrale                  |
| 5.  | Ludovica Dalia        | 25 septembre 1984 | 180    |       | Italie      | Passeuse                  |
| 6.  | Maret Grothues        | 16 septembre 1988 | 180    | 67    | Pays-Bas    | Réceptionneuse-attaquante |
| 7.  | Andrea Carolina Conti | 3 octobre 1982    | 193    |       | Italie      | Réceptionneuse-attaquante |
| 8.  | Giulia Gibertini      | 30 septembre 1989 | 170    |       | Italie      | Libero                    |
| 9.  | Stefania Okaka        | 9 août 1989       | 185    | 83    | Italie      | Réceptionneuse-attaquante |
| 10. | Barbara Campanari     | 4 février 1980    | 191    |       | Italie      | Centrale                  |
| 11. | Manuela Roani         | 13 février 1983   | 186    |       | Italie      | Réceptionneuse-attaquante |
| 12. | Kenny Moreno          | 6 janvier 1979    | 185    | 60    | Colombie    | Attaquante                |
| 13. | Celeste Poma          | 10 novembre 1991  | 165    | 58    | Italie      | Libero                    |
| 15. | Gorana Maričić        | 8 août 1984       | 187    | 70    | Serbie      | Réceptionneuse-attaquante |
| 17. | Roberta Brusegan      | 14 janvier 1986   | 189    | 74    | Italie      | Centrale                  |
| 18. | Marta Galeotti        | 27 septembre 1984 | 172    |       | Italie      | Passeuse                  |